# Comuna Semeniv, Bilohirea
Semeniv (în ucraineană Семенів) este o comună în raionul Bilohirea, regiunea Hmelnîțkîi, Ucraina, formată din satele Novosemeniv și Semeniv (reședința).

## Demografie
Componența lingvistică a comunei Semeniv
     Ucraineană (99,71%)
     Alte limbi (0,3%)
Conform recensământului din 2001, majoritatea populației comunei Semeniv era vorbitoare de ucraineană (99,71%), existând în minoritate și vorbitori de alte limbi.